# Malackasundet

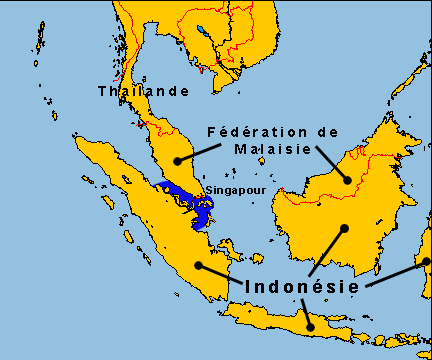
Malackasundet, markerat i mörkblått.

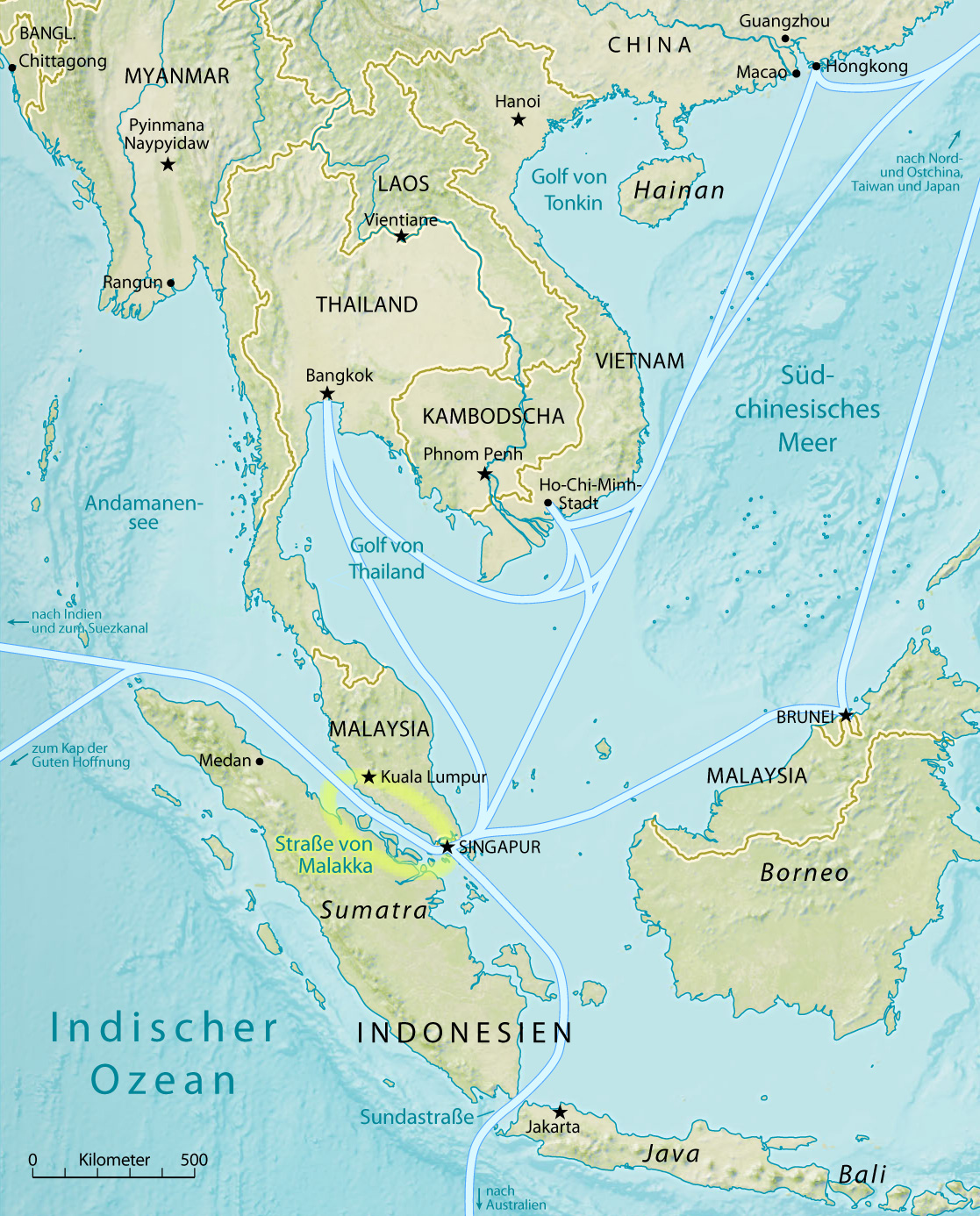
Malackasundet inom gula ringen.

Malackasundet (indonesiska: Selat Malaka) är en vattenpassage mellan Malackahalvön (Malaysia och Singapore) och ön Sumatra (Indonesien). Sundet är en viktig farled; fler än 50 000 fartyg passerar årligen. Det är också ett farligt område, med mycket pirater. Antalet piratattacker har dock minskat sedan 2005 efter ökad patrullering. Skeppsvrak i sundet kan också utgöra faror för sjöfarten.

## Betydelse
Ekonomiskt och strategiskt är Malackasundet en av världens viktigare farleder.
Sundet är en länk mellan Indiska oceanen och Stilla havet, och länkar samman större asiatiska ekonomier som Indien, Kina, Japan och Sydkorea. Över 50 000 (94 000?) fartyg passerar årligen genom sundet, och har med sig ungefär en fjärdedel av världens handelsvaror, bland annat olja, kinesiska produkter, och indonesiskt kaffe, ombord.
Ungefär en fjärdedel av all olja som fraktas med båt passerar genom sundet, framför allt från leverantörer vid Persiska viken som skickar varorna till marknader i Asien, som Kina, Japan och Sydkorea. 2006 transporterades uppskattningsvis 15 miljoner fat genom sundet.
Maximumstorleken för ett fartyg som kan passera genom sundet kallas Malaccamax. Sundet är inte djupt nog (25 meter eller 82 fot) att kunna användas av de allra största skeppen (framför allt oljetankerfartyg). Ett skepp som överstiger Malaccamax brukar i stället åka genom Lomboksundet, Makassarsundet, Sibutupassagen eller Mindorosundet.

### Fotnoter
1. ↑  World Oil Transit Checkpoints, hämtad 2008-08-12
2. ↑  Piracy Report Arkiverad 11 oktober 2007 hämtat från the Wayback Machine. ICC Commercial Crime Services, hämtad 2008-08-12
3. ↑  Aljazeera.net (engelska)
4. ↑  Strait of Malacca - World Oil Transit Chokepoints, Energy Informatin Administration, U.S. Department of Energy
5. ↑  Freeman, Donald B. (2003). The Straits of Malacca: Gateway or Gauntlet?. McGill-Queen's University Press. ISBN 0773525157. A book review citing this information can be found at University of Toronto Quarterly, Volume 74, Number 1, Winter 2004/5, pp. 528-530
6. ↑  World Oil Transit Chokepoints, Energy Information Administration, US Department of Energy